# Coronanthera squamata
Coronanthera squamata là một loài thực vật có hoa trong họ Tai voi. Loài này được Virot mô tả khoa học đầu tiên năm 1953.